# April Bowlby
April Bowlby (Vallejo, 1980. július 30. –) amerikai színésznő, modell.
Főként televíziós sorozatokból ismert: 2005–2015 között Kandi szerepében tűnt fel a Két pasi – meg egy kicsi című szitkomban. A Haláli testcsere című vígjáték-drámasorozatban 2009-től 2014-ig játszotta Stacy Barrett-tet.
A HBO Max Titánok (2018) és Doom Patrol című sorozataiban a szuperhős Rita Farrt, vagyis Elasztilányt alakította.

## Filmográfia

### Film
| Év   | Magyar cím           | Eredeti cím                  | Szerep        | Magyar hang |
| ---- | -------------------- | ---------------------------- | ------------- | ----------- |
| 2008 |                      | All Roads Lead Home          | Natasha       |             |
| 2009 |                      | The Slammin' Salmon          | Mia           |             |
| 2011 | Az élet Prada nélkül | From Prada to Nada           | Olivia        | Vadász Bea  |
| 2017 | Amikor a szív diktál | Love's Last Resort           | Alyssa        | Mezei Kitty |
| 2018 |                      | Unbroken: Path to Redemption | Cecy Phillips |             |
| 2021 | Télapó visszatért    | Father Christmas Is Back     | Jackie        |             |

### Televízió
| Év        | Magyar cím                   | Eredeti cím                    | Szerep                            | Megjegyzések                                                                    |
| --------- | ---------------------------- | ------------------------------ | --------------------------------- | ------------------------------------------------------------------------------- |
| 2004-2010 | CSI: A helyszínelők          | CSI: Crime Scene Investigation | Marta Petrovich / Kaitlin Rackish | 2 epizód                                                                        |
| 2005      | CSI: New York-i helyszínelők | CSI: NY                        | Jenny Lee                         | 1 epizód                                                                        |
| 2005      | Felpolcolva                  | Stacked                        | Jasmine                           | 1 epizód                                                                        |
| 2005      |                              | Freddie                        | Sydney                            | 1 epizód                                                                        |
| 2005–2015 | Két pasi – meg egy kicsi     | Two and a Half Men             | Kandi / Kimber                    | visszatérő szereplő (3. évad) főszereplő (4. évad) vendégszereplő (10-12. évad) |
| 2007      | A sivatag átka               | Sands of Oblivion              | Heather                           | tévéfilm                                                                        |
| 2007–2014 | Így jártam anyátokkal        | How I Met Your Mother          | Meg                               | 4 epizód                                                                        |
| 2008      |                              | Out of Jimmy's Head            | Gugulfa hercegnő                  | 1 epizód                                                                        |
| 2009      | Kath és Kim                  | Kath & Kim                     | Ashley                            | 1 epizód                                                                        |
| 2009–2014 | Haláli testcsere             | Drop Dead Diva                 | Stacy Barrett                     | főszereplő                                                                      |
| 2010      | Psych – Dilis detektívek     | Psych                          | Lauren Lassiter                   | 1 epizód                                                                        |
| 2015      | Anyák gyöngye                | Mom                            | Selene                            | 1 epizód                                                                        |
| 2015      | Gázos páros                  | You're the Worst               | Bernadette                        | 1 epizód                                                                        |
| 2016      | A gyanúsított                | Marriage of Lies               | Rachel Wilson                     | - tévéfilm - magyar hangja: - Vágó Bernadett                                    |
| 2016      | Esküvő karácsonyig           | The Engagement Clause          | Katie Tate                        | tévéfilm                                                                        |
| 2017      | Agymenők                     | The Big Bang Theory            | Rebecca                           | 1 epizód                                                                        |
| 2017      |                              | A Mother's Crime               | Nikki                             | tévéfilm                                                                        |
| 2018      | Gyilkos játékok              | Heathers                       | Teyna                             | 2 epizód                                                                        |
| 2018      | Titánok                      | Titans                         | Rita Farr / Elasztilány           | 1 epizód                                                                        |
| 2018      | A másik lány                 | The Wrong Daughter             | Ms. Hanson                        | tévéfilm                                                                        |
| 2018      |                              | Dying for the Crown            | Isabelle Wagner                   | tévéfilm                                                                        |
| 2019–2023 | Doom Patrol                  | Doom Patrol                    | Rita Farr / Elasztilány           | - főszereplő (46 epizód) - magyar hangja: - Létay Dóra                          |

## Fordítás
- Ez a szócikk részben vagy egészben  az   April Bowlby című angol Wikipédia-szócikk ezen változatának fordításán alapul.  Az eredeti cikk szerkesztőit annak laptörténete sorolja fel. Ez a jelzés csupán a megfogalmazás eredetét és a szerzői jogokat jelzi, nem szolgál a cikkben szereplő információk forrásmegjelöléseként.